# Порох (фильм, 1985)
«По́рох» — советский военный драматический художественный фильм 1985 года режиссёра Виктора Аристова.
Основан на реальных исторических событиях, связанных с обороной Ленинграда Красной армией и ВМФ СССР и последующей блокадой города войсками немецко-фашистских захватчиков во время Великой Отечественной войны (1941—1945). Осенью 1941 года под огнём вражеской артиллерии и налётами авиации небольшой советский отряд доставил из Кронштадта в Ленинград порох, необходимый для обороны города.
Премьера фильма состоялась 10 ноября 1985 года.

## Сюжет
Начало сентября 1941 года. Идёт Великая Отечественная война. Гитлеровские войска наступают на ближних подступах к Ленинграду.
Уполномоченный Народного комиссариата государственного контроля РСФСР Николай Павлович Никонов (Юрий Беляев) вызван в Смольный и получает лично от А. А. Жданова, члена Военного совета Ленинградского фронта, особо важное задание — подобрать и доставить из Кронштадта в Ленинград современные пороха для артиллерийских орудий, необходимые для снаряжения артиллерии Красной армии, обороняющей город.
В состав группы, которая подчинена Никонову, включены учёные — специалисты в области порохового военного дела, военный специалист, артиллерист, красноармеец в качестве ординарца. Группа на катере переправляется в Кронштадт, где приступает к отбору порохов и их погрузке на баржи. Погрузка осуществляется днём в условиях непрекращающихся бомбардировок вражеской авиации. Для обеспечения беспрепятственной работы группы и отвлечения внимания противника Никонов предлагает организовать ложную погрузку. Его предложение принимается советским командованием, и немецкая авиация бомбит ложный причал и людей, имитирующих погрузку пороха на баржи. Благодаря этому решению баржи загружены порохом без происшествий. Ночью баржи переходят в Ленинград. С последней баржей идёт сам Никонов. При проходе фарватером вблизи южного берега Финского залива баржа подвергается обстрелу немцами. Немецкие военно-морские силы пытаются захватить баржу, но огнём кораблей Краснознамённого Балтийского флота ВМФ СССР уничтожаются. Во время бомбёжки Никонов падает за борт и от взрывной волны получает контузию. От смерти его спасает Саша Клюев, а затем выхаживает матрос на барже. Баржа с порохом во главе с Никоновым прибывает в Ленинград. На берегу его встречает штабист со словами: «Поздравляю с прибытием, товарищ Никонов! Приказано доставить вас домой. Нам сообщили, вас там обстреляли. Надо прямо сказать. Вы сделали геройское дело, можно сказать подвиг». Никонову приказано двое суток отсыпаться, а затем явиться в Смольный за новым назначением.
Подходил к концу двадцатый день блокады Ленинграда…

## В ролях
- Юрий Беляев — Николай Павлович Никонов, уполномоченный Народного комиссариата государственного контроля РСФСР
- Светлана Брагарник — Кира Борисовна, бывшая жена Николая Павловича Никонова, мать Ольги
- Любовь Калюжная — Мария Петровна, мать Николая Никонова
- Вадим Макаровский — Александр Клюев, военный специалист, член группы Николая Никонова
- Ножери Чонишвили — Иван Ревазович Гедеванов, военный специалист, член группы Николая Никонова
- Владимир Варенцов — Петраков, капитан РККА, начальник отдела снабжения артиллерийского полигона
- Константин Сарынин — Антипов
- Логман Керимов — Джейхун Гаджибеков, рядовой РККА
- Евгений Лисконог — Андрей Александрович Жданов, член Военного совета Ленинградского фронта
- Анатолий Гладнев — Владимир Филиппович Трибуц, вице-адмирал, командующий Краснознамённым Балтийским флотом (КБФ) ВМФ СССР
- М. Каценбоген — Пантелеев, начальник штаба флота
- Константин Лукашов — Ганичев, капитан-лейтенант РККФ, командир катера
- Владимир Маганет — Лебедев, капитан РККА
- Герман Орлов — капитан буксира
- Владимир Труханов — Егор Михайлович, капитан буксира
- Е. Нестеров — матрос с баржи

В эпизодах:
- Виктор Адеев — штабист, встречающий Николая Никонова на берегу после выполнения задания
- Анатолий Аристов — Копылов, подозреваемый в аварии на заводе
- Светлана Гайтан — жена Александра Клюева
- Татьяна Захарова — женщина в трамвае
- Нина Мазаева — Роза Ивановна, соседка Николая Никонова
- Виктор Сухоруков — эпизод
- Ольга Самошина — эпизод
- Юлия Яковлева — знакомая Клюева
- Виктор Ростовцев — эпизод

## Съёмочная группа
- Режиссёр-постановщик — Виктор Аристов
- Автор сценария — Виктор Аристов, Артур Макаров
- Оператор-постановщик — Юрий Воронцов
- Художник-постановщик — Владимир Банных
- Звукорежиссёр — Леонид Шумячер
- Композитор — Аркадий Гагулашвили

## Призы и награды
- 1987 — приз кинофестиваля «Молодое кино Ленинграда».

## Факт
В результате устроенного пожара, нужного по сюжету фильма, выгорел изнутри до этого заброшенный форт «Император Александр I» («Чумной») Кронштадтской крепости, где проходили съёмки.